# Wiedza o społeczeństwie
Wiedza o społeczeństwie (często zapisywana skrótowo, i tak też wymawiana, jako WoS – forma zalecana przez poradnię językową PWN a także WOS i wos.) – przedmiot z zakresu edukacji obywatelskiej oraz edukacji z nauk społecznych obejmujący zagadnienia społeczne, polityczne, prawne i międzynarodowe.
Prekursorem WoS-u po odzyskaniu przez Polskę niepodległości był przedmiot: Nauka o Polsce Współczesnej (realizowany 4 godziny w cyklu w VII klasie szkoły powszechnej), a spośród podręczników dopuszczonych przez MWRiOP najliczniej wydawany był podręcznik Ludomira Sawickiego i Heleny Witkowskiej. W wyniku reformy edukacji ministra Janusza Jędrzejewicza treści przedmiotu w szkole powszechnej oraz w gimnazjum podzielono między historię a geografię, natomiast w liceum ogólnokształcącym przedmiot nosił nazwę: Zagadnienia Życia Współczesnego (4 godziny w cyklu). Po II wojnie światowej przedmiot nosił pierwotnie nazwę: Nauka o Polsce i Świecie Współczesnym. Po wielokrotnych zmianach nazw od lat 80. XX wieku przedmiot funkcjonuje jako WoS - do reformy systemu oświaty z 1999 roku nauczany był w VII i VIII klasie ośmioklasowej szkoły podstawowej (2 godziny w cyklu) oraz w szkole ponadpodstawowej (2 godziny w cyklu w LO i 1 w pozostałych szkołach ponadpodstawowych). 
W wyniku reformy edukacji ministra Mirosława Handkego w gimnazjach (3 godziny w cyklu) podstawa programowa była podzielona na część związaną z edukacją obywatelską oraz blok zagadnień ekonomicznych i blok zagadnień rodzinnych. W szkole ponadgimnazjalnej pierwotnie dotyczył edukacji obywatelskiej oraz edukacji z zakresu nauk społecznych (2 godziny w cyklu), ale bez nauk ekonomicznych, które zostały ujęte w przedmiocie podstawy przedsiębiorczości. W wyniku reformy edukacji zrealizowanej przez minister Katarzynę Hall w gimnazjum wyeliminowano z zagadnień przedmiotu treści wychowania do życia w rodzinie, natomiast zostały w nim treści z bloków: Społeczeństwo, Polityka, Stosunki Międzynarodowe i Gospodarka (wówczas przedmiot nauczany 2 godziny w cyklu). W szkołach ponadgimanzjalnych realizowano natomiast w nauczaniu obowiązkowym wyłącznie treści bloku Prawo (1 godzina w cyklu), natomiast w zakresie rozszerzonym (do wyboru) w liceach i technikach treści 4 bloków: Społeczeństwo, Polityka, Prawo i Stosunki Międzynarodowe (przedmiot nauczany przez 6 godzin w cyklu). 
W wyniku reformy minister Anny Zalewskiej w nauczaniu obowiązkowym w szkołach podstawowych i ponadpodstawowych (po 2 godziny w cyklu) realizowane są treści 4 bloków: Człowiek i Społeczeństwo, Państwo i Polityka, Prawo i Prawa Człowieka, Stosunki Międzynarodowe. W liceach i technikach można wybrać przedmiot w zakresie rozszerzonym - nauka trwa 8 godzin w cyklu i dotyczy także 4 wskazanych bloków. Obecnie podstawa programowa z WoS-u poza edukacją obywatelską zawiera głównie treści nauk społecznych, przede wszystkim nauk o polityce i administracji, nauk prawnych i nauk socjologicznych (oraz w mniejszym stopniu - z tej dziedziny - nauk o komunikacji społecznej i mediach, a także psychologii, a w przypadku nauk humanistycznych najliczniej reprezentowane treści to treści z zakresu nauk o kulturze i religii). Błędne i stereotypowe jest zatem określanie przedmiotu jako znacząco powiązanego z humanistycznym przedmiotem historia. 

Wiedza o społeczeństwie w zakresie podstawowym została we wrześniu 2022 r. zastąpiona przez historię i teraźniejszość w klasach I i II szkół ponadpodstawowych. Jednak jest ona cały czas nauczana w zakresie rozszerzonym, a także można z niej zdawać maturę.  